# Irena Brežná
Irena Brežná (* 26. Februar 1950 in Bratislava, Tschechoslowakei) ist eine slowakisch-schweizerische Schriftstellerin und Journalistin.

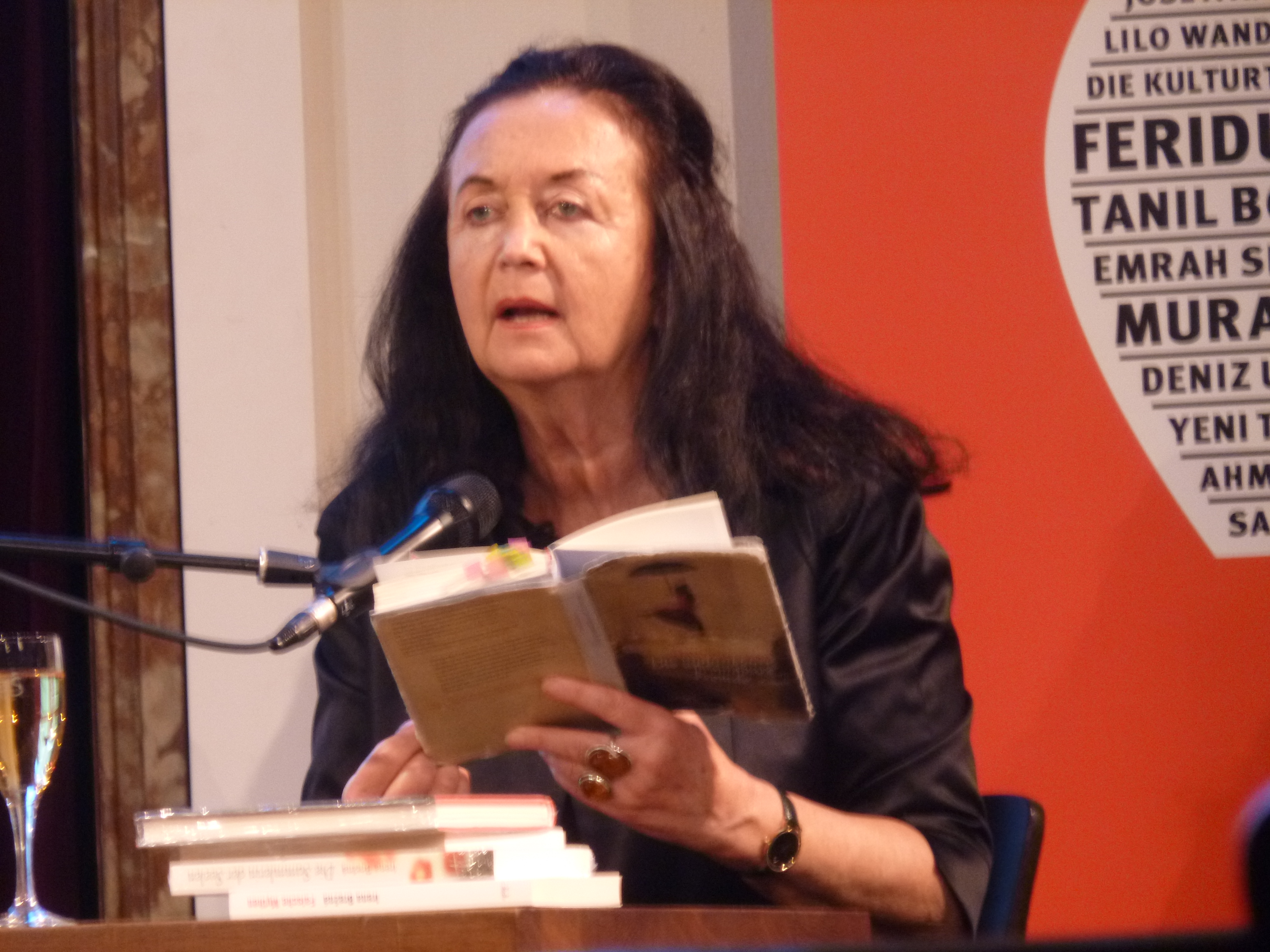
Irena Brežná (2014)

## Leben
Irena Brežná wuchs in Trenčín auf und machte ihr Abitur in Bratislava. Nach der Niederschlagung des Prager Frühlings emigrierten 1968 ihre Eltern mit ihr in die Schweiz. Sie schloss in der Schweiz 1975 ihr Studium in Slawistik, Philosophie und Psychologie an der Universität Basel ab. Anschließend arbeitete sie als Dolmetscherin bei Schweizer Behörden bei der Betreuung von Migranten, als Russischlehrerin und an psychologischen Forschungsinstituten in Basel und München. Parallel dazu engagierte sie sich bei Amnesty International und als Frauenrechtlerin bei mehreren Projekten in Guinea, Osteuropa und in Tschetschenien.
Im Jahr 1976 hatte sie den Schriftsteller Frank Geerk (1946–2008) geheiratet. Aus der Ehe ging der Sohn Jan Geerk hervor.

## Werke (Auswahl)
- 1986: So kam ich unter die Schweizer, Slowakische Fragmente
- 1989: Die Schuppenhaut
- 1989: Biro und Barbara, Kinderbuch
- 1991: Karibischer Ball
- 1996: Falsche Mythen. Reportagen aus Mittel- und Osteuropa nach der Wende
- 1997: Die Wölfinnen von Sernowodsk. Reportagen aus Tschetschenien
- 2003: Die Sammlerin der Seelen. Unterwegs in meinem Europa
- 2008: Die beste aller Welten, Roman
- 2010: Schuppenhaut
- 2012: Die undankbare Fremde, Roman. Verlag Galiani, Berlin, ISBN 978-3-86971-052-5.
- 2018: Wie ich auf die Welt kam, In der Sprache zu Hause. Rotpunktverlag, Zürich, ISBN 978-3-85869-795-0

## Auszeichnungen (Auswahl)
- 1992: Emma-Journalistinnen-Preis
- 2000: Zürcher Journalistenpreis
- 2001: Emma-Journalistinnen-Preis
- 2002: Theodor-Wolff-Preis
- 2012: Schweizer Literaturpreis für Die undankbare Fremde
- 2021: Hermann-Kesten-Preis[2]
- 2021: Kulturpreis der Stadt Basel